# در جستجوی تعادل
در جستجوی تعادل فیلمی به کارگردانی  و نویسندگی حسین محجوب محصول سال ۱۳۷۲ است.

## بازیگران
- حسین محجوب